# DTX
DTX (do 21 listopada 2016 Discovery Turbo Xtra) – przeznaczony na rynek europejski telewizyjny kanał tematyczny skierowany głównie do mężczyzn. W ramówce stacji znajdują się programy poruszające tematykę – motoryzacja, męskie jedzenie czy ekstremalne wędkarstwo.

## Historia
Stacja rozpoczęła nadawanie 17 września 2013 roku, zastępując Discovery World. Konkurencyjne kanały dostępne w Polsce to CBS Reality, BBC Brit, TVN Turbo oraz Polsat Play. Od 17 kwietnia 2014 kanał dostępny jest w jakości HD.

## Logo

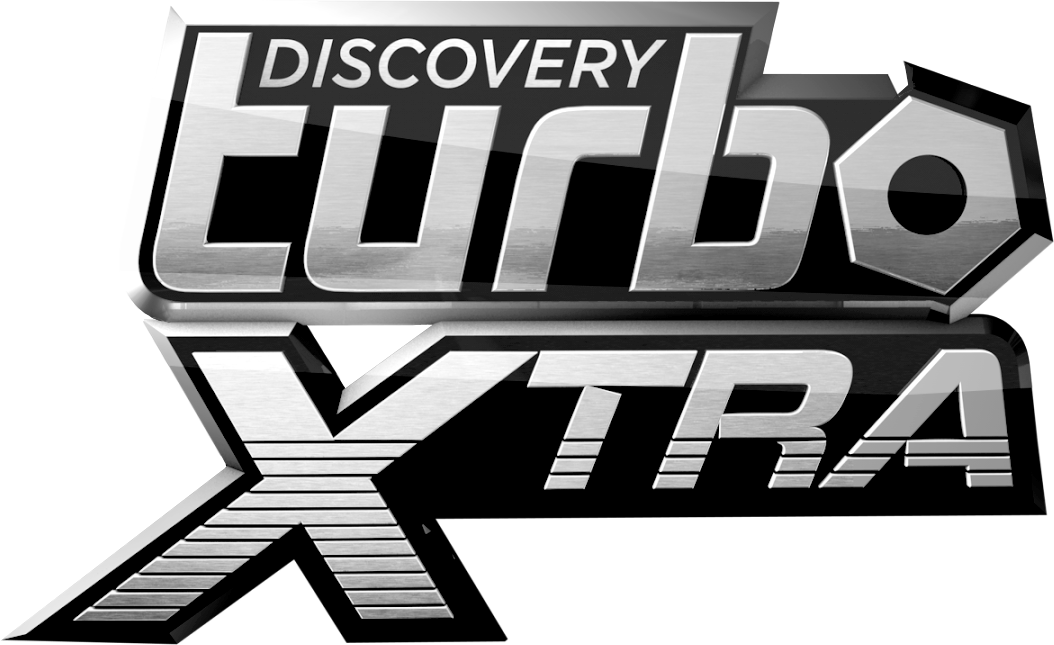
Logo z 2013
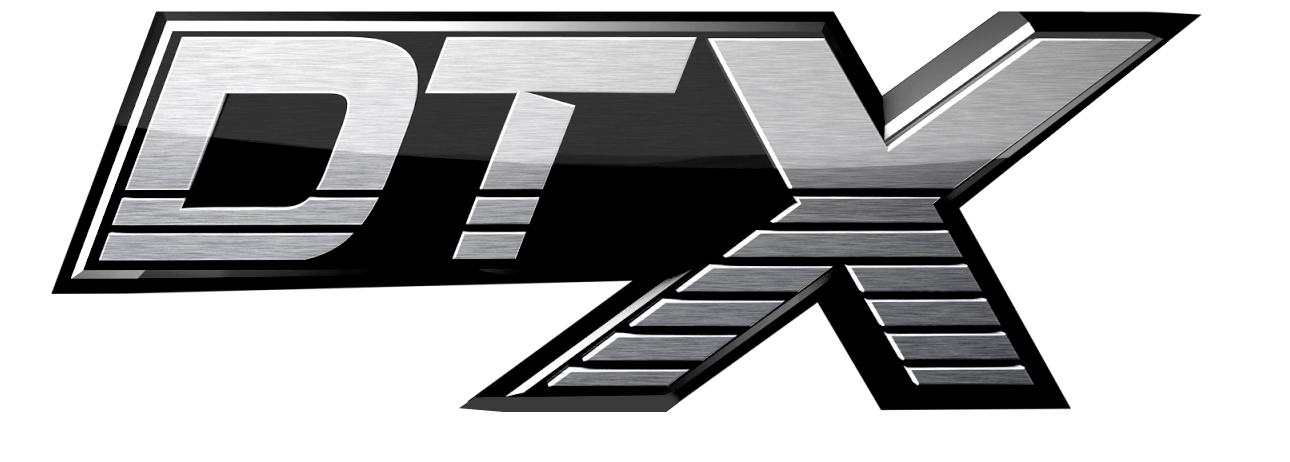
Logo z 2016